# 糜镛
糜镛（1915年—2004年10月18日），中华人民共和国政治人物、外交官。

## 生平
生于浙江杭州。1937年1月加入中国共产党。
1964年至1979年間，擔任国务院外国专家局党组书记、局长。
1979年，接替宋寒毅，担任中华人民共和国驻摩洛哥大使。1982年，由秦加林接任。
2004年10月18日，於北京市病逝，享年89歲。